# Mason 24 HP

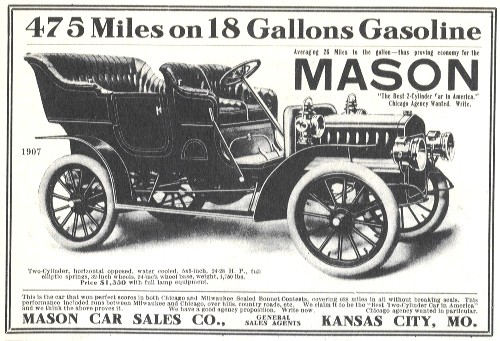
Anzeige von 1907

Der Mason 24 HP ist ein Personenkraftwagen. Hersteller war die Mason Motor Company aus den USA.

## Beschreibung
Das Modell stand von 1906 bis 1910 im Angebot. Es war das erste und zu der Zeit einzige Modell von Mason.
Fred S. Duesenberg entwarf den Motor. Es ist ein wassergekühlter Zweizylindermotor. Jeweils 5 Zoll (127 mm) Bohrung und Hub ergeben 3217 cm³ Hubraum. Der Motor leistet 24 PS.
Der Ottomotor treibt über eine Kardanwelle die Hinterachse an. Der Radstand beträgt laut einer Quelle durchgängig 2438 mm, laut einer anderen zunächst 2286 mm und 2438 mm ab 1909. Als Leergewicht sind 794 kg angegeben, mit der Ausnahme von 828 kg für 1909.
Angebotene Karosseriebauformen waren von 1906 bis 1908 Tourenwagen mit fünf Sitzen und Runabout mit zwei Sitzen, für 1909 weiterhin der Tourenwagen und dazu ein viersitziger Tourabout (eine Art Tourenwagen) und im letzten Jahr der Tourenwagen, zwei- und viersitziger Tourabout und ein viersitziger Toy Tonneau (auch eine Art Tourenwagen).
Nachfolger wurde der Maytag 20 HP.